# Marian Ainslee
Marian Ainslee (Marceline, 5 gennaio 1896 – Los Angeles, 2 aprile 1966) è stata una sceneggiatrice statunitense che lavorò a Hollywood essenzialmente all'epoca del film muto.
Lavorò spesso in collaborazione alle didascalie dei film insieme a Ruth Cummings.

## Filmografia
- The Duke of Chimney Butte, regia di Frank Borzage (1921)
- Femmine folli (Foolish Wives), regia di Erich von Stroheim 81922)
- A Lady of Quality, regia di Hobart Henley (1924)
- Butterfly, regia di Clarence Brown (1924)
- L'uomo che prende gli schiaffi (He Who Gets Slapped), regia di Victor Sjöström (1924)
- Secrets of the Night, regia di Herbert Blaché (1924)
- Confessions of a Queen, regia di Victor Sjöström (1925)
- Orgoglio (Proud Flesh), regia di King Vidor (1925)
- La vedova allegra (The Merry Widow), regia di Erich von Stroheim (1925)
- Graustark, regia di Dmitriy Bukhovetskiy (1925)
- La torre delle menzogne (The Tower of Lies), regia di Victor Sjöström (1925)
- La sposa mascherata (The Masked Bride), regia di Christy Cabanne (1925) - non accreditata
- Sogno d'un valzer (Ein Walzertraum), regia di Ludwig Berger (1925)
- Bardelys il magnifico (Bardelys the Magnificent), regia di King Vidor (1926)
- La tentatrice (The Temptress), regia di Fred Niblo (1926)
- La carne e il diavolo (Flesh and the Devil)
- Winners of the Wilderness, regia di W. S. Van Dyke (1927)
- Lovers?, regia di John M. Stahl (1927)
- Annie Laurie (Annie Laurie)
- California
- Foreign Devils
- Il principe studente (The Student Prince in Old Heidelberg)
- Via Belgarbo (Quality Street), regia di Sidney Franklin (1927)
- In Old Kentucky
- Anna Karenina
- L'elegante scapestrato (A Certain Young Man), regia di Hobart Henley e, non accreditato, Edmund Goulding
- La donna misteriosa (The Mysterious Lady), regia di Fred Niblo (1928)
- Le nostre sorelle di danza (Our Dancing Daughters)
- La maschera del diavolo (The Masks of the Devil), regia di Victor Sjöström (1928)
- Adriana Lecouvreur
- Il destino (A Woman of Affairs)
- Orchidea selvaggia (Wild Orchids)
- Notti nel deserto (Desert Nights)
- The Bridge of San Luis Rey
- Ombre sul cuore (Wonder of Women)
- Donna che ama (The Single Standard)
- Alleluja! (Hallelujah)
- Ragazze americane (Our Modern Maidens)
- Il bacio (The Kiss)
- La regina Kelly (Queen Kelly)
- What Every Woman Knows, regia di Gregory La Cava (1934)
- Girandola (Carefree), regia di Mark Sandrich (1938)